# Скорпионът и жабата
„Скорпионът и жабата“ е басня, която често се приписва погрешно на Езоп, но всъщност нейният произход е неизвестен.

## Сюжет
Скорпион моли жаба да го пренесе на другата страна на реката. Но тя се двоуми, тъй като я е страх да не бъде ужилена от осемкракото животинче. Скорпионът я уверява, че ако я ужили, двамата ще потънат заедно. Това убеждава жабата и скорпионът се качва на гърба ѝ. Обаче по средата на пътя той ужилва помощницата си, като обрича и двамата на смърт. Когато жабата го пита защо постъпва така, той отговаря, че не могъл да се сдържи, тъй като това е в природата му.